# 居伊·吉爾
居伊·吉爾（法語：Guy Gilles；1938年8月25日—1996年2月3日）是法國電影導演、演員。

## 電影作品

### 劇情長片
- 1964年：《海上的愛（英语：Love at Sea (1964 film)）》(L’Amour à la mer)
- 1968年：《壁雕》(Au pan coupé)
- 1970年：《土地之光（法语：Le Clair de Terre (film)）》(Le Clair de Terre)
- 1972年：《反覆缺席》(Absences répétées)
- 1975年：《傾斜的花園》(Le Jardin qui bascule)
- 1982年：《愛情之罪》(Le Crime d'amour)
- 1987年：《溫馴之夜》(Nuit docile)
- 1994年：《娜芙蒂蒂，太陽的女兒》(Néfertiti, la fille du soleil)

## 外部連結
- 居伊·吉爾在互联网电影资料库（IMDb）上的資料（英文）